# 1% (South Park)
Pour les articles homonymes, voir 1%.
1 % est le douzième épisode de la quinzième saison de la série télévisée d'animation américaine South Park et l'épisode 221e de la série globale. Il a été diffusé sur la chaîne américaine Comedy Central le 2 novembre 2011.

## Synopsis
À cause d'Eric Cartman, l'école de South Park est au dernier rang de l'État en ce qui concerne la santé physique des élèves, selon un test demandé par le président Barack Obama. En guise de punition, tous les élèves ont droit à des cours de sport supplémentaires. Ils s'en prennent à Cartman, qui réplique qu'il est le 1% humilié par les 99% restants. Mais il ne résiste pas à une remarque de Craig, et rentre chez lui pleurer avec ses peluches. Il a comme d'habitude une discussion avec eux, où ils déplorent de ne pas pouvoir critiquer le test du président, craignant d'être taxés de racisme.
Butters et Jimmy décident de former un groupe des 99% pour protester contre le fait d’être punis à cause de Cartman. Ils tentent de faire retirer les statistiques d'Eric du décompte, mais face au refus de l'État, ils entament un mouvement de protestation qui ne réunit qu'eux mais qui attire les médias et les forces de l'ordre. Ces derniers se retrouvent plus nombreux que les manifestants, encombrant les rues de la ville et ne sachant pas quoi faire sur place.
En revenant chez lui, Cartman découvre avec horreur qu'une de ses peluches a été sauvagement détruite. Il accuse tous ses camarades de classe, Kyle en tête, mais ces derniers nient tout. Quand une autre peluche prend feu dans sa chambre, Eric se réfugie chez Token avec ses derniers jouets.
Le mouvement de Butters et Jimmy est rejoint par d'autres élèves, et connait aussitôt une scission provoquée par la différence d'appréciation du pourcentage qu'ils représentent. Les journalistes désœuvrés se mettent à interpréter politiquement le moindre mouvement anodin des manifestants.
Cartman perd ses dernières peluches en une nuit, l'une étant plongée dans une marmite d'eau bouillante, l'autre privée de tête avec des explosifs. Il ne lui reste que sa poupée préférée, qui le "menace" d'un revolver. Il comprend qu'elle a "tué" les autres car ils empêchaient Eric de grandir. Depuis le balcon, Kyle et les autres assistent à la scène en comprenant que c'est Eric qui a détruit ses jouets pour commencer à devenir adulte. La poupée suggère de faire en sorte que Token soit accusé des "meurtres", mais Cartman explique que depuis qu'ils ont un président noir, un tel plan ne peut plus marcher. En larmes, Eric finit par "tuer" la poupée avec le revolver. Kyle comprend qu'en poussant Cartman à grandir, ils l'ont forcé vers ce scénario pour signifier son acceptation de la fin de son enfance.
De leur côté, les manifestants voient leurs effectifs s'effondrer et se diviser en de multiples petits groupes menant de petites actions éparses. Elles sont toujours suivies par les médias et les autorités, toujours en surnombre et plus intéressés par le lieu où les protestataires s'installent qu'à la cause défendue.